# Galerie des Variétés
La galerie des Variétés est une voie du 2e arrondissement de Paris, en France.

## Situation et accès
La galerie des Variétés est une voie située dans le 2e arrondissement de Paris. Elle débute au 38, rue Vivienne et se termine au 28, galerie Saint-Marc.

## Origine du nom

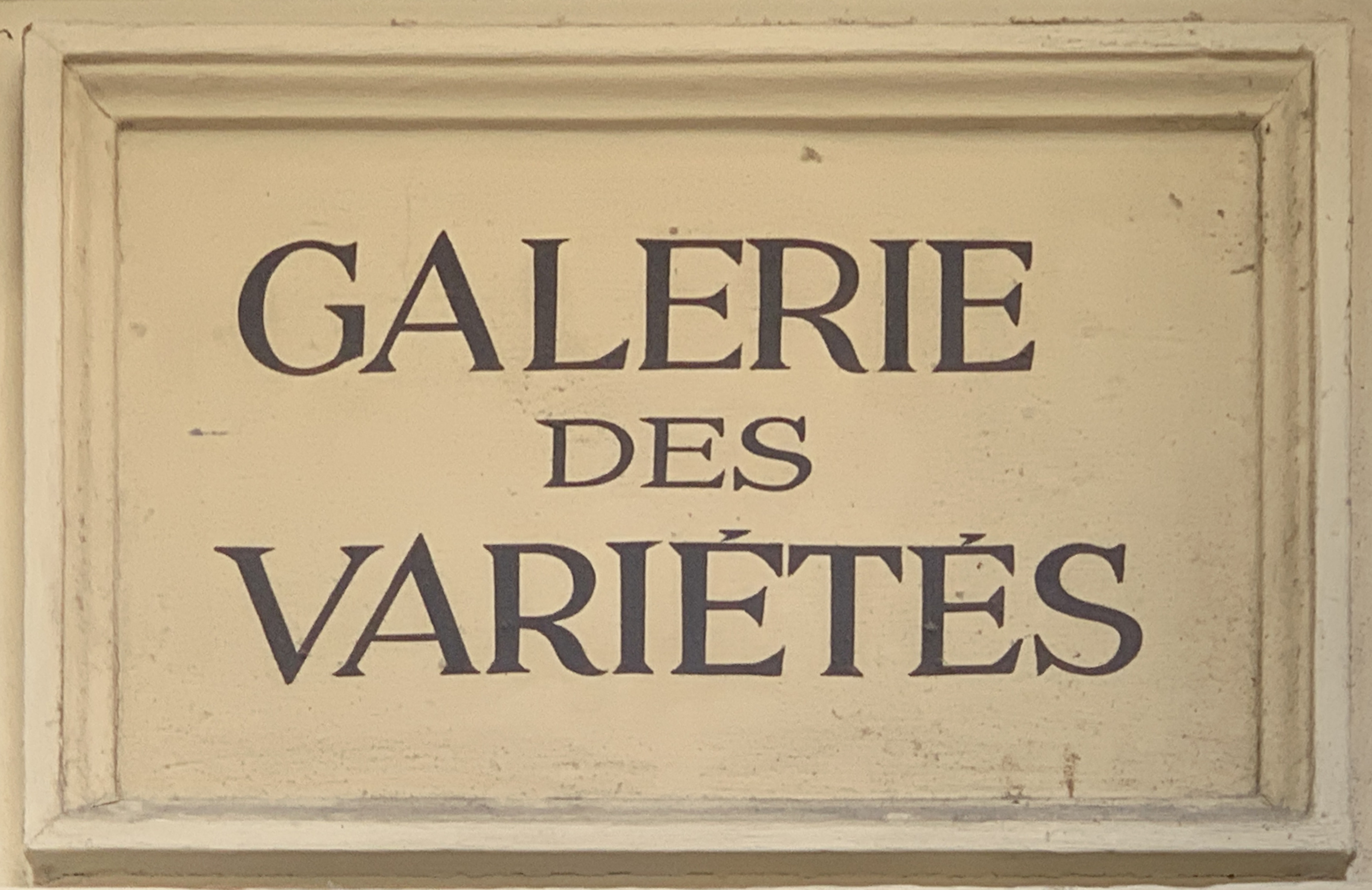
Plaque de la voie.

Elle porte ce nom car elle est au voisinage du théâtre des Variétés qui y possède son entrée des artistes.

## Historique
Cette voie a été ouverte sous sa dénomination actuelle en 1834, comme les galeries adjacentes au passage des Panoramas.

## Bâtiments remarquables et lieux de mémoire
- Le restaurant Caffè Stern, inscription par arrêté du 10 juillet 2009 des pièces 1, 2, 4 et 5 avec leur décor de l'ancienne boutique du graveur Stern[1].

## Pour approfondir